# وراء الأضواء (برنامج)
وراء الأضواء هو برنامج تلفزيوني حواري فني، قدمته الإعلامية التونسية فرح بن رجب على قناة art الموسيقى التابعة ل شبكة راديو وتلفزيون العرب ،كان يغطي كواليس تصوير الفيديو الكليبات واتصالات ولقاءات حصرية من موقع التصوير مع الفنان، المخرج وطاقم العمل، كان يقدم جائزة للمشاهد الرابح في المسابقة كنظارة النجم أو شئ من الأغراض التي استعملها في الأغنية المصورة، كما تضمن البرنامج فقرة البديل التي تقلد فرح مع باقي فريق العمل إحدى الأغاني بطريقة كوميدية.